# 高校野球100年のものがたり
高校野球100年のものがたり（こうこうやきゅうひゃくねんのものがたり）は、日本放送協会（NHK）が2015年度の日本の高校野球発祥100周年と、NHKの放送開始90周年を記念して立ち上げた高校野球のアーカイブプロジェクト。

## 概要
1915年、現在の大阪府の豊中市で「第1回全国中等学校優勝野球大会」（現・全国高等学校野球選手権大会）が華々しく開催され、2015年はちょうど満100周年の節目を迎える。そこでNHKでは高校野球発祥100周年を記念し、これまで高校野球の歴史を彩った名勝負を後世に伝えるために、ホームページやテレビ・ラジオの関連番組を連動したキャンペーンを展開する。

## キャンペーン展開

### ウェブ
過去100年間の選抜高等学校野球大会・全国高等学校野球選手権大会の全試合記録のトーナメント表掲載、高校野球を彩った名勝負プレイバック、高校野球に携わった選手・指導者らへのインタビューなどを掲載した。

### 放送
2015年度をかけて、高校野球に関連する名勝負を取り上げたアーカイブ番組を随時放送する。また2015年夏の予定で全国47都道府県ごとのベストゲームを取り上げる番組を放送する計画である。テーマ音楽は大友良英が手掛ける。
そのキックオフイベント（プロローグ）として、2015年3月23日 19:30 - 20:45に総合テレビで「高校野球100年のものがたり あの感動シーンを熱球トーク!」と題した特番を放送した。高校野球への造詣が深い有識者（司会：関根勤、廣瀬智美、甲子園出場者：水野雄仁、元木大介、野球ファンの有識者：徳光和夫、松村邦洋、渡部建、片岡安祐美、放送担当者：小野塚康之）の座談を交えて、名勝負の映像ライブラリーの公開と当事者へのインタビューを実施した。
8月6日から11日の平日22:55 - 23:20には、伝説となった名勝負の知られざる秘密を当事者に聞く「高校野球100年 レジェンドが語る名勝負の秘密」を4回シリーズで放送する。

### その他
視聴者に高校野球の想い出に残る試合を募集する。また、高校野球に関する史料提供も募集し放送やウェブで紹介する。

## 放送リスト

### わがふるさとのベストゲーム
放送時間は16 - 17分であるが、実際の放送時間は15分で、残り1 - 2分は時間調整のためのインターミッションとして番組宣伝を放送する。2021年、第93回選抜高等学校野球大会の試合間に再放送された。
| 放送日        | 放送時間      | #  | 都道府県 | 放送内容                                                                           | 出演                                                                                       |
| ------------- | ------------- | -- | -------- | ---------------------------------------------------------------------------------- | ------------------------------------------------------------------------------------------ |
| 7月10日（金） | 19:00 - 19:17 | 01 | 青森県   | - 三沢（1969年夏・決勝戦） - 光星学院（現・八戸学院光星）のベスト8入り（2012年夏） | - 語り：飯塚洋介（横浜局）                                                                 |
| 7月10日（金） | 19:17 - 19:34 | 02 | 岩手県   | - 大船渡（1984年春・準々決勝戦） - 花巻東（2009年夏・準々決勝戦）                  | - 語り：近田雄一（放送センター）                                                           |
| 7月10日（金） | 19:34 - 19:50 | 03 | 宮城県   | - 仙台育英（1989年夏） - 東北（2003年夏・3回戦）                                   | - 語り：飯塚洋介                                                                           |
| 7月10日（金） | 20:00 - 20:17 | 04 | 栃木県   | - 作新学院（1973年夏・2回戦） - 宇都宮南（1986年春・準決勝）                       | - 語り：近田雄一（放送センター）                                                           |
| 7月10日（金） | 20:17 - 20:34 | 05 | 群馬県   | - 桐生第一（1999年夏・3回戦） - 前橋工（1997年夏・準々決勝）                       |                                                                                            |
| 7月10日（金） | 20:34 - 20:50 | 06 | 埼玉県   | - 浦和市立（1988年夏・準々決勝） - 上尾（1979年夏・1回戦）                         | - 語り：高橋さとみ（放送センター）                                                         |
| 7月10日（金） | 21:00 - 21:17 | 07 | 京都府   | - 京都商（1981年夏・決勝） - 平安（1997年夏・準々決勝）                            | - 語り：西堀裕美（放送センター）                                                           |
| 7月10日（金） | 21:17 - 21:34 | 08 | 奈良県   | - 天理（1986年夏・決勝） - 智辯学園（1995年夏・準々決勝）                          | - 語り：西堀裕美                                                                           |
| 7月10日（金） | 21:34 - 21:50 | 09 | 和歌山県 | - 箕島（1979年夏・3回戦） - 智辯和歌山（2006年夏・準々決勝）                       | - 語り：西堀裕美                                                                           |
| 7月17日（金） | 19:00 - 19:15 | 10 | 石川県   | - 星稜（1992年夏・1回戦） - 遊学館のベスト8入り（2002年夏）                        | - 語り：中谷文彦（日本語センター）                                                         |
| 7月17日（金） | 19:17 - 19:32 | 11 | 福井県   | - 敦賀気比（2015年春・準決勝） - 福井商（1996年夏・準決勝）                        | - 語り：川崎寛司（福井局）                                                                 |
| 7月17日（金） | 19:34 - 19:49 | 12 | 静岡県   | - 静岡（1973年夏・決勝） - 常葉菊川の優勝（2007年春）                              |                                                                                            |
| 7月17日（金） | 20:00 - 20:15 | 13 | 長崎県   | - 海星（1976年夏・準決勝） - 清峰（2009年春・決勝）                                | - 語り：伊藤慶太（G-Media）                                                                |
| 7月17日（金） | 20:17 - 20:32 | 14 | 熊本県   | - 済々黌（1958年春・決勝） - 熊本工（1977年夏・3回戦）                             | - 語り：吉田賢（放送センター）                                                             |
| 7月17日（金） | 20:34 - 20:49 | 15 | 大分県   | - 津久見（1967年春・決勝） - 柳ヶ浦（1994年夏・準々決勝）                          | - 語り：吉田賢                                                                             |
| 7月17日（金） | 21:00 - 21:15 | 16 | 秋田県   | - 金足農（1984年夏・準々決勝） - 能代商（2011年夏・1回戦）                         | - 語り：福井茂（秋田局）                                                                   |
| 7月17日（金） | 21:17 - 21:32 | 17 | 山形県   | - 酒田工（1977年夏・1回戦） - 日大山形（2006年夏・3回戦）                          | - 語り：近田雄一                                                                           |
| 7月17日（金） | 21:34 - 21:49 | 18 | 福島県   | - 磐城（1971年夏・決勝） - 聖光学院のベスト8入り（2008年夏）                       | - 語り：飯塚洋介                                                                           |
| 7月21日（火） | 19:00 - 19:15 | 19 | 北海道   | - 旭川実（1995年夏・2回戦） - 駒大苫小牧（2004年夏・決勝）                         | - 語り：猪飼雄一（札幌局） - 角井修（元旭川実エース） - 佐々木孝介（駒大苫小牧野球部監督） |
| 7月21日（火） | 19:17 - 19:32 | 20 | 茨城県   | - 取手二（1984年夏・決勝） - 常総学院（2003年夏・決勝）                            | - 語り：河村太朗（水戸局）                                                                 |
| 7月21日（火） | 19:34 - 19:49 | 21 | 千葉県   | - 銚子商（1973年・2回戦） - 習志野（1975年夏・決勝）                               | - 語り：厚井大樹（千葉局）                                                                 |
| 7月21日（火） | 20:00 - 20:15 | 22 | 鳥取県   | - 鳥取西（1985年夏・1回戦） - 米子商（1988年夏・3回戦）                            | - 語り：狩野史長（鳥取局）                                                                 |
| 7月21日（火） | 20:17 - 20:32 | 23 | 島根県   | - 江の川（現・石見智翠館）（2003年夏・3回戦） - 浜田（1998年夏・3回戦）            |                                                                                            |
| 7月21日（火） | 20:34 - 20:49 | 24 | 山口県   | - 宇部商（1985年夏・準決勝と決勝）                                                 | - 語り：浅野達朗（山口局）                                                                 |
| 7月21日（火） | 21:00 - 21:15 | 25 | 宮崎県   | - 日南（1975年夏・1回戦） - 延岡学園（2013年夏・準々決勝）                         | - 語り：吉田賢                                                                             |
| 7月21日（火） | 21:17 - 21:32 | 26 | 鹿児島県 | - 鹿児島実（1974年夏・準々決勝） - 樟南（1994年夏・決勝）                          | - 語り：酒匂飛翔（鹿児島局）                                                               |
| 7月21日（火） | 21:34 - 21:49 | 27 | 福岡県   | - 三池工（1965年夏・決勝） - 西日本短大付属（1992年夏・決勝）                      | - 語り：坂梨哲士 （福岡局）                                                                |
| 7月23日（木） | 19:00 - 19:15 | 28 | 岡山県   | - 岡山理大付（1999年夏・準決勝） - 関西（2006年春・2回戦）                         | - 語り：中谷文彦                                                                           |
| 7月23日（木） | 19:17 - 19:32 | 29 | 広島県   | - 広島商（1973年春・準決勝） - 広陵（2007年夏・決勝）                              | - 語り：高木修平（広島局）                                                                 |
| 7月23日（木） | 19:34 - 19:49 | 30 | 香川県   | - 尽誠学園（1989年夏・準決勝） - 観音寺中央の優勝（1995年春）                      | - 語り：中谷文彦                                                                           |
| 7月23日（木） | 20:00 - 20:15 | 31 | 滋賀県   | - 甲西（1985年夏・準々決勝） - 八幡商（2011年夏・2回戦)                            | - 語り：吉岡大輔 （大津局）                                                                |
| 7月23日（木） | 20:17 - 20:32 | 32 | 大阪府   | - PL学園（1978年夏・決勝） - 浪商（1979年春・決勝）                                | - 語り：伊藤慶太                                                                           |
| 7月23日（木） | 20:34 - 20:49 | 33 | 兵庫県   | - 報徳学園（1981年夏・3回戦） - 東洋大姫路（1977年夏・決勝）                       |                                                                                            |
| 7月23日（木） | 21:00 - 21:15 | 34 | 東京都   | - 岩倉（1984年春・決勝） - 帝京（2006年夏・準々決勝）                              | - 語り：比留木剛史（放送センター）                                                         |
| 7月23日（木） | 21:17 - 21:32 | 35 | 神奈川県 | - 横浜（1998年夏・準決勝） - 横浜商（1983年夏・決勝）                              | - 語り：飯塚洋介                                                                           |
| 7月23日（木） | 21:34 - 21:49 | 36 | 山梨県   | - 市川（1991年・2回戦） - 東海大甲府（2004年・3回戦）                              | - 語り：中谷文彦                                                                           |
| 7月27日（月） | 20:00 - 20:15 | 37 | 新潟県   | - 新潟南（1984年夏・3回戦） - 日本文理（2009年夏・決勝）                           | - 語り：西川順一（新潟局）                                                                 |
| 7月27日（月） | 20:17 - 20:32 | 38 | 長野県   | - 松商学園（1991年夏・決勝、1992年夏・3回戦）                                      |                                                                                            |
| 7月27日（月） | 20:34 - 20:49 | 39 | 富山県   | - 新湊のベスト4入り（1986年春） - 富山商（2014年夏・3回戦）                        | - 語り：西川典孝（富山局）                                                                 |
| 7月27日（月） | 21:00 - 21:15 | 40 | 愛知県   | - 東邦（1989年春・決勝） - 成章（2008年春・1回戦）                                 |                                                                                            |
| 7月27日（月） | 21:17 - 21:32 | 41 | 岐阜県   | - 大垣日大（2007年春・準決勝） - 県岐阜商（2009年夏・3回戦）                       | - 語り：中谷文彦                                                                           |
| 7月27日（月） | 21:34 - 21:49 | 42 | 三重県   | - 三重（2014年夏・決勝） - 四日市（1955年夏・決勝）                                |                                                                                            |
| 8月1日（土）  | 20:00 - 20:15 | 43 | 徳島県   | - 池田（1982年夏・準々決勝、1983年春・決勝）                                       |                                                                                            |
| 8月1日（土）  | 20:17 - 20:32 | 44 | 愛媛県   | - 松山商（1969年夏・決勝、1996年夏・決勝）                                         |                                                                                            |
| 8月1日（土）  | 20:34 - 20:49 | 45 | 高知県   | - 伊野商（1985年春・準決勝） - 土佐（1953年夏・決勝）                              | - 語り：伊林毅暁（高知局）                                                                 |
| 8月1日（土）  | 21:00 - 21:15 | 46 | 沖縄県   | - 沖縄尚学（1999年春・準決勝） - 興南（2010年夏・準決勝）                          | - 語り：澤田彩香（沖縄局）                                                                 |
| 8月1日（土）  | 21:17 - 21:32 | 47 | 佐賀県   | - 佐賀商（1994年夏・決勝） - 佐賀北（2007年夏・決勝）                              |                                                                                            |

### レジェンドが語る名勝負の秘密
| 放送日  | # | テーマ                 | ナビゲーター        | ゲスト   |
| ------- | - | ---------------------- | ------------------- | -------- |
| 8月6日  | 1 | 激闘の延長戦           | 亀梨和也 伊集院光   | 太田幸司 |
| 8月7日  | 2 | 敗北こそが、わが思い出 | 亀梨和也 伊集院光   | 桑田真澄 |
| 8月10日 | 3 | 初々しさの快進撃       | 亀梨和也 やくみつる | 荒木大輔 |
| 8月11日 | 4 | 奇跡の逆転劇           | 亀梨和也 やくみつる | 金村義明 |